# .pro
.pro (professional) és un domini de primer nivell patrocinat (sponsored TLD en anglès) d'Internet que forma part del sistema de dominis d'Internet. Va ser creat el 2002 i és operat per l'empresa Registry Services Corporation. La intenció d'aquest domini és la de donar un senyal a les persones que visiten la pàgina de què l'amo del lloc és un professional amb credencials vàlides, però tanmateix .pro no ha sigut popular.
Els dominis .pro són molt cars en comparació amb la resta, ja que les credencials professionals han de ser verificades. El domini costa 350 dòlars, més un pagament de 100 dòlars al moment de registrar-se.
.pro té tres dominis de segon nivell: .law.pro, .med.pro i .cpa.pro, reservats per a advocats, metges i comptadors públics respectivament.